# Ewangeliarz Strahowski

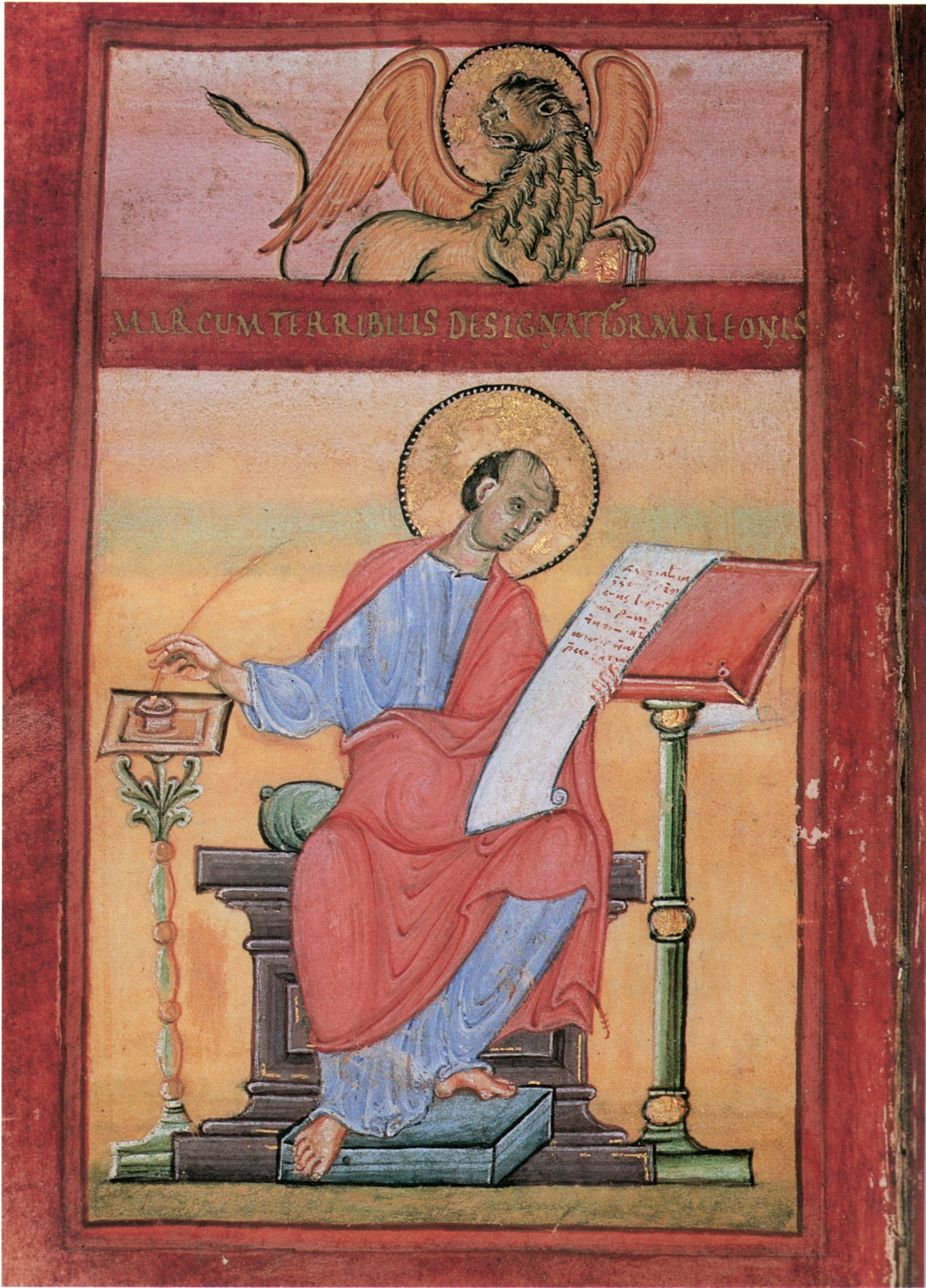
Miniatura z przedstawieniem ewangelisty Marka

Ewangeliarz Strahowski (Evangelistarium Strahoviense) – rękopiśmienny łaciński ewangeliarz pochodzący z IX wieku. Przechowywany jest w premonstrateńskim klasztorze na Strahowie w Pradze (sygnatura DF III 3).
Księga ma wymiary 270×168 mm i liczy 444 karty. Została wykonana około 860 roku w Tours. Tekst pisany jest uncjałą, nagłówki natomiast kapitałą. W kodeksie występują marginalia i rubrykacja. Część tekstu i iluminacje zostały wykonane złotym atramentem. Część kart barwiona jest na purpurowo, niektóre z nich także na zielono. Oprawa księgi pochodzi z XVI wieku, została obłożona czerwonym aksamitem ozdobionym szlachetnymi kamieniami oraz złotymi plakietkami ukazującymi ukrzyżowanego Jezusa z Marią i Janem, dwóch biskupów, Chrystusa w chwale oraz Madonnę z Dzieciątkiem, a także czterema srebrnymi medalionami z wizerunkami czterech ewangelistów.
Z Tours ewangeliarz trafił w bliżej nieznanych okolicznościach do Trewiru. W 1097 roku poświadczony jest w zbiorach trewirskiego kościoła św. Marcina. W latach 980–985 do kodeksu dodane zostały karty z czterema miniaturami przedstawiającymi czterech ewangelistów oraz ich symbole. Na podstawie analizy ikonograficznej przyjmuje się, iż miniatury są wczesnym dziełem anonimowego artysty okresu ottońskiego, zwanego Mistrzem Registrum Gregorii. W bliżej nieznanych okolicznościach manuskrypt trafił do klasztoru na Strahowie, prawdopodobnie przywieziony w XII wieku przez zakładających go mnichów nadreńskich.
W roku 2012 czeskie wydawnictwo Tempus Libri wydało faksymile kodeksu w nakładzie 199 egzemplarzy.